# Хэддоу, Александер Джон
Александер Джон Хэддоу (англ. Alexander John Haddow; 1912—1978) — британский энтомолог шотландского происхождения. 
Член Эдинбургского королевского общества (1967), Лондонского королевского общества (1972).
Известен своей работой в Уганде, в Uganda Virus Research Institute, в рамках которой был открыт вирус Зика (которому при жизни учёного, однако, не придавали большого значения) и исследованы насекомые-переносчики вируса жёлтой лихорадки. Также связал заболеваемость лимфомой Беркитта с климатическими условиями и открыл в Восточной Африке несколько прежде неизвестных вирусов, в частности, арбовирусов.
Большую часть карьеры Хэддоу провёл в Уганде, став пионером метода исследования распространенности и поведения кусающихся насекомых (в том числе комаров), известного как 24-часовой отлов (24-hour catch).
В 1953—1965 был директором угандийского института. Затем вернулся в Шотландию и занимал руководящие посты в Университете Глазго.

## Личная жизнь
Был женат на Маргарет, родились двое сыновей. Имел разнообразные интересы. После смерти учёного была опубликована его книга о шотландской народной музыке под названием «The History and Structure of Ceol Mor».